# 黄山駅
黄山駅（こうざんえき）は、中華人民共和国安徽省黄山市屯渓区黄山東路に位置する中国国鉄上海鉄路局が管轄する駅である。世界遺産である黄山の最寄り駅である。

## 所属路線
- 中国国鉄
  - 皖贛線：蕪湖駅起点より246km、貴渓駅まで304km、鷹潭駅まで324km

## 駅構造
- 単式ホーム1面、島式ホーム1面の地上駅である。

## 歴史
1981年に屯渓駅（とんけいえき）として開業した。その後黄山駅と改名した。新たに高速鉄道の駅として黄山北駅を建設中である。

## 隣の駅
中国国鉄
皖贛線
篁墩駅 - 黄山駅 - 金村駅